# Jordan Francis
Jordan Francis (Spitzname: J-Man; * 10. Mai 1992 in Toronto) ist ein kanadischer Rapper, Komponist und Schauspieler.

## Leben
Jordan Francis wurde 1992 in Toronto geboren. Er wuchs mit seiner Schwester Sarah auf, die auch Schauspielerin ist.
Sein Debüt als Schauspieler hatte Francis 1999 in der Fernsehserie Real Kids, Real Adventures. 2002 folgte sein Spielfilmdebüt in dem Fernsehfilm Unser Amerika. In der Fernsehserie Die Save-Ums hatte er 2003 erstmals eine wiederkehrende Rolle. Im gleichen Jahr nahm er seinen ersten Song auf. Von 2010 bis 2011 hatte Francis in 15 Folgen der Fernsehserie Connor Undercover eine Rolle inne.

## Filmografie
- 1999: Real Kids, Real Adventures (Fernsehserie, Folge 2x07)
- 2002: Unser Amerika (Our America, Fernsehfilm)
- 2003: The Music Man (Fernsehfilm)
- 2003: Die Save-Ums (Save-Ums!, Fernsehserie, 4 Folgen, Sprechrolle)
- 2004–2005: Da Boom Crew (Fernsehserie, 13 Folgen, Sprechrolle)
- 2004–2010: Franny's Wunderschuhe (Franny's Feet, Fernsehserie, 6 Folgen, Sprechrolle)
- 2005: This Is Wonderland (Fernsehserie, Folge 2x10)
- 2005–2006: Carl² (Fernsehserie, 14 Folgen, Sprechrolle)
- 2008: Camp Rock (Fernsehfilm)
- 2010: Cast of Camp Rock 2: It's On
- 2010: Camp Rock 2: The Final Jam (Fernsehfilm)
- 2010–2011: Connor Undercover (Fernsehserie, 15 Folgen)
- 2021: Frankie Drake Mysteries (Fernsehserie, Folge 4x07)
- 2023: A Christmas Serenade (Fernsehfilm)